# 吴效闵
吴效闵（1921年—1977年10月28日），山西省太谷县人。中华人民共和国军事人物。

## 生平
1937年，加入中华民族解放先锋队，次年参加山西青年抗敌决死队，1939年加入中国共产党。抗日战争时期，历任山西战地总动员委员会第4支队副排长、第3支队政治部主任、决死队游击第1团连政治指导员、第1纵队25团营政治教导员、太岳军区第2军分区20团政治处主任。第二次国共内战期间，历任晋冀鲁豫军区第4纵队10旅29团政治委员、团长，第二野战军13军37师副师长。
1949年底，粤桂边战役结束后，他与师长周学义率部担任进军云南中路军的前卫，从南宁出发，14天急进两千余里，于1950年1月14日，突然出现在蒙自与砚山的边界地区。率部绕过国军警戒团，从东、南、北3个方向逼近蒙自机场，歼灭国军守护机场的一个营和空军指挥所，封锁国军空中撤退路线。随即率师左路部队向个旧方向尾追国民党中央军第二十六军一九三师。1月17日，攻占个旧。继又渡过红河，进至瓦渣土司地区，又消灭国军第一六一师四八一团，第一七三师残部及九三师、二十六军军直各一部。1月23日，追至元江，经25、26两日激战，击毙四十二师师长石建中，俘虏陆军副总司令汤尧、第八军军长曹天戈，参谋长杨也可。1月28日，又奉命率部追击越过元江的第170师和教导师残部。在追击中和师主力失去联系，发现敌二十六军二七八团和第八军残部1000余人渡过把边江、澜沧江，向中缅边界撤退。吴率部日夜追击，9天行程700多公里，于2月下旬在车里、佛海、南峤等地追上了南撤国军，火速占领南峤机场。
1950年担任越南人民军陆军第308师的中国军事顾问，参与法越战争。
1952年8月，入中国人民解放军军事科学院学习，毕业后回云南，任驻军师长。
1956年9月，担任第13军副军长兼参谋长。1965年3月，任中国人民解放军第十三军军长。1966年5月，出任昆明军区副司令员。1955年，被授予大校军衔，荣获二级独立自由勋章、二级解放勋章。1964年，晋升为少将军衔。1975年8月，调山东，任济南军区副司令员。1977年10月28日，病逝。